# I Ульпиева когорта даков
I Ульпиева когорта даков (лат. Cohors I Ulpia Dacorum) — вспомогательное подразделение армии Древнего Рима.
Это подразделение было основано по приказу римского императора Траяна, вероятно, в рамках подготовки к кампании против Парфии. Почетный титул когорты «Ульпиева» происходит от родового имени императора (его полным именем было Марк Ульпий Траян).
Когорта упоминается в единственном эпиграфическом источнике — римском военном дипломе, датируемым 156/157 годом. Согласно этому диплому, в тот период подразделение дислоцировалось в провинции Сирия. Скорее всего, когорта так и осталось на Востоке после окончания парфянского похода.
Изначальными новобранцами когорты были в основном этнические даки из недавно завоеванной провинции Дакии. Когорта состояла из 480 пехотинцев, делилась на 6 центурий по 80 человек в каждой.
Два других вспомогательных подразделения, известные также по эпиграфическим данным, II и III Аврелиевы когорты даков, связываются с I Ульпиевой когортой некоторыми историками. Как следует из их названия, эти части были созданы в правление императора Марка Аврелия. Было высказано предположение, что I Ульпиева когорта была объединена с одной из них или обеими.